# Shirley Grey
Shirley Grey, nata Agnes Zetterstrand (Naugatuck, 11 aprile 1902 – Jacksonville Beach, 12 agosto 1981), è stata un'attrice statunitense.

## Biografia
Ultima dei sette figli di due svedesi emigrati negli Stati Uniti, rimase orfana di padre nel 1911. La famiglia si trasferì a Waterbury, nel Connecticut, dove la ragazza si diplomò nel 1919 e già l'anno dopo s'impegnò in una compagnia teatrale con la quale recitò fino al 1924, quando fu scoperta da Crane Wilbur che le fece recitare sue commedie. Già sposata con l'attore Foster Williams, che le diede un figlio, divorziò per sposare nel 1927 John Crosby, manager dell'attore Ronald Colman, che la introdusse nell'ambiente del cinema.
Ebbe una breve ma intensa carriera cinematografica, dal 1930 al 1935, durante la quale partecipò a quasi cinquanta film, anche in ruoli di protagonista. Sposando il 3 gennaio 1936 l'attore inglese Arthur Margetson, pose fine alla sua carriera, ma il matrimonio ebbe breve durata e la morte del figlio, avvenuta in guerra nel 1945, le procurò una depressione che le impedì di tornare a lavorare.
Visse il resto della sua vita a carico delle sorelle e morì in un ospizio di Jacksonville Beach nel 1981. I suoi resti furono cremati.

## Filmografia parziale

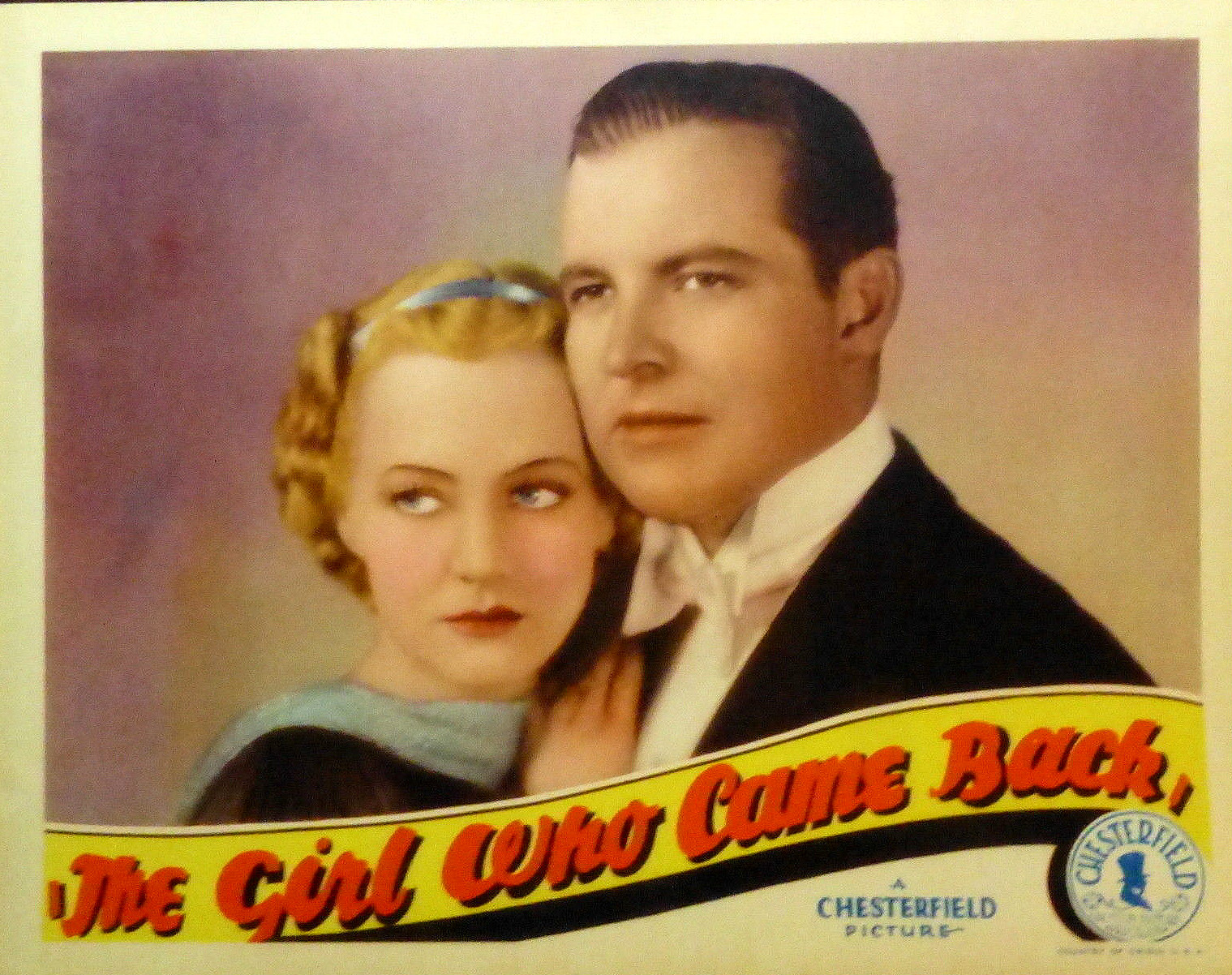
Con Sidney Blackmer in The Girl Who Came Back

- Hot Bridge, regia di Mark Sandrich (1930) - cortometraggio
- L'elegante giustiziere (The Public Defender), regia di J. Walter Ruben (1931)
- Eroi senza gloria (Secret Service), regia di J. Walter Ruben (1931)
- One Man Law, regia di Lambert Hillyer (1932)
- Cornered, regia di B. Reeves Eason (1932)
- La donna proibita (Back Street), regia di John M. Stahl (1932)
- Uptown New York, regia di Victor Schertzinger (1932)
- Terror Aboard, regia di Paul Sloane (1933)
- Il piccolo gigante re dei gangsters (The Little Giant), regia di Roy Del Ruth (1933)
- La seconda aurora (The Life of Jimmy Dolan), regia di Archie Mayo (1933)
- Murder on the Campus, regia di Richard Thorpe (1933)
- From Hell to Heaven, regia di Erle C. Kenton (1933)
- Tramonto (Sisters Under the Skin), regia di David Burton (1934)
- Girl in Danger, regia di D. Ross Lederman (1934)
- Espiazione (The People's Enemy), regia di Crane Wilbur (1935)
- The Girl Who Came Back, regia di Charles Lamont (1935)
- The Mystery of the Mary Celeste, regia di Denison Clift (1935)